# Leurophasma dolichocercum
Leurophasma dolichocercum är en insektsart som beskrevs av Wen-Xuan Bi 1995. Leurophasma dolichocercum ingår i släktet Leurophasma och familjen Aschiphasmatidae. Inga underarter finns listade i Catalogue of Life.